# A Country Hero
A Country Hero è un cortometraggio muto del 1917, diretto e interpretato da Roscoe Arbuckle. Buster Keaton appare nella scena del ballo al villaggio.

## Trama
Roscoe è il fabbro e Joe è il proprietario di un garage nella cittadina rurale di Jazzville. I due sono rivali per amore di Alice, la maestra di scuola. Quando arriva un nuovo venuto, i due uniscono le forze contro di lui. All'annuale ballo del villaggio, Buster, artista dilettante, si esibisce in una danza esotica.

## Produzione
Il film fu prodotto dalla Comique Film Company. Venne girato a Long Beach, in California alla Balboa Amusement Producing Company.

## Distribuzione
Distribuito dalla Paramount Pictures, il film - presentato da Joseph M. Schenck - uscì nelle sale cinematografiche USA il 10 dicembre 1917. Nel gennaio 1921, ne venne curata una riedizione.
Il cortometraggio è considerato presumibilmente perduto.